# Hydrovatus pulcher
Hydrovatus pulcher är en skalbaggsart som beskrevs av Gschwendtner 1934. Hydrovatus pulcher ingår i släktet Hydrovatus och familjen dykare. Inga underarter finns listade i Catalogue of Life.